# Neurózis
A neurózis szorongással járó funkcionális mentális zavar.
Mivel a neurózist nem kísérik hallucinációk, illetve téveszmék, nem esik kívül a társadalmilag elfogadott viselkedési normákon. A pszichoneurózisban (neurotikus zavarban) szenvedő betegeket neurotikus személyiségnek nevezzük.
Maga a kifejezés a görög neuron – (ideg) és a toldalékszó – osis (betegség vagy abnormális állapot) együtteséből ered.

## A neurózis tünetei
Boeree, C. George 2002-ben megjelent összefoglalója alapján a neurózis tünetei többek között:
Általános tünetek:
- szorongás
- rossz kedélyállapot, depresszió
- harag
- irritáltság
- mentális zavarodottság
- önértékelési zavarok

Viselkedési tünetek:
- fóbiás cselekvések
- éberség
- impulzív és megrögzött cselekvések
- letargia

Kognitív problémák:
- kellemetlen vagy zavaró gondolatok
- megszállottság, fantáziálás
- negatív gondolkodás
- cinizmus

Interperszonális problémák:
- társfüggés
- agresszivitás
- skizoid izoláció
- szocio-kulturális tekintetben illetlen viselkedés

A neurózisnak főbb formái: szorongásos neurózis, pirománia, kényszercselekvések, hisztéria és fóbiák sora.

## A neurózist kiváltó okok
Mint betegség, a neurózis szorongás, tudattalan konfliktusok és egyéb mentális problémák fizikális és pszichés megjelenésének együttese, mely bizonyos esetekben fizikai tünetekkel is járhat (pl. hisztéria). A pszichoanalitikus megközelítés szerint a neurózis az ego személyiségrész védekezési mechanizmusának következménye.

## A neurózis története
A betegséget elsőként egy skót orvos, William Cullen jegyezte fel 1769-ben mint "érzelmi és motivációs zavar"-t, melyet az idegrendszerre gyakorolt hatás okoz. Ez számára többféle idegrendszeri zavart és tünetet jelentett, melyekről úgy vélte, hogy nem magyarázhatóak pusztán fiziológiai tünetekkel.
Cullen könyvében négy kategóriába sorolta a betegségeket:
- lazák
- cachexiák (az idült betegségek miatti leépülést kísérő panaszokra[2])
- lokális betegségek
- neurózis (idegenergia túltengése vagy hiánya)

Idővel a neurózis fogalma egyre szűkebbé vált. A kifejezés pontos, ma is használt definícióját mintegy száz évvel később végül Carl Jung és Sigmund Freud alkotta meg, melyet jelenleg is használ a kortárs pszichológiai és pszichiátriai szakirodalom.
Dr. Tringer László kimerítő cikkben foglalkozik a definícióval. Megfogalmazása szerint a neurózis az, ami:
- nem az idegrendszer szervi elváltozására vezethető vissza,
- nincs egyéb szervi eltérés sem
- nem elmebetegségről van szó

A negatív kritériumok alapján történő diagnosztizálás miatt sok felesleges és költséges vizsgálatnak vetik alá a beteget, hogy a neurózisok esetén feltételezett szervi betegségeket kizárják.
A betegség gyakorisága a lakosság körében különböző felmérések szerint 15-30% az alkalmazott diagnosztikai kritériumok szigorúságától függően.

## A neurózis új megfogalmazása
Dr. Tringer írása szerint a neurózisok közös ismérve a szenvedés, valamint az örömképesség elvesztése. A személy negatív szűrőn át éli meg a valóságot, embertársait, a jövőt és legfőképpen önmagát, így a neurózis negatív önképpel, vagy ennek narcisztikus kompenzációjával jár együtt. A neurotikus egyén inkább a valóság hiánymozzanataira nyitott, arra reagál, ami nincs jelen de jelen kellene lennie. Az állapot súlyosbodásával egyre inkább előtérbe kerül a negatív öndefiníció.